# Albert Bitzius (Sohn)

Albert Bitzius

Albert Bitzius (* 6. November 1835 in Lützelflüh; † 20. September 1882 in Bern) war ein Schweizer reformierter Theologe und Politiker aus der Schweiz.

## Leben
Albert Bitzius war der einzige Sohn von Albert Bitzius, dem unter dem Pseudonym Jeremias Gotthelf bekannten gleichnamigen Schriftsteller und Theologen, und dessen Frau Henriette Bitzius-Zeender. Die ein Jahr ältere seiner zwei Schwestern wurde unter dem Pseudonym Marie Walden als Schriftstellerin bekannt.
Albert Bitzius wurde von seinem Vater als Siebenjähriger zur Erziehung in ein Waisenhaus nach Burgdorf geschickt, wo Friedrich Fröbel Waisenvater war. Anschließend besuchte er das Progymnasium in Bern. Er studierte in Lausanne, Bern und Berlin Theologie. Er wurde aktives Mitglied der der Sektion Bern des Schweizerischen Zofingervereins und in den Jahren 1857–58 deren Centralpräsident. Ab 1858 war er Vikar in Utzenstorf und Thunstetten, ab 1863 Pfarrer in Courtelary. Seine Ehefrau hieß Ida.
Im Jahr 1867 wurde er dem Willen seines Vaters und der Familientradition entsprechend Pfarrer in Twann am Bielersee, und 1874 Synodalrat der reformierten Berner Landeskirche. Der Berner Kirchenhistoriker Kurt Guggisberg, der eine Biographie über ihn verfasste, nannte ihn einen «der bedeutendsten Prediger der Neuzeit». Die nach seinem Tod in sieben Bänden gedruckten Predigten erreichten eine Auflage von mehr als 27'000 Exemplaren.
Parteipolitisch wurde Bitzius Mitglied der Berner Radikalen und ein Anhänger von Jakob Stämpfli, womit er sich deutlich anders positionierte als sein Vater. Ab 1878 war er vier Jahre lang Berner Regierungsrat (Erziehungs- und Gefängniswesen) und 1879 wurde er in den Ständerat gewählt.
Kirchenpolitisch war Bitzius Kopf der liberalen «Reformer», staatspolitisch ein exponierter Gegner der Todesstrafe. Er war massgeblich an der Ausarbeitung der Fabrikgesetzgebung und eines neuen Schulrechts beteiligt.

## Werke
- Predigten, 7 Bände, 1883–1903
- Die Todesstrafe vom Standpunkt der Religion u. der theologischen Wissenschaft, 1870
- Zur Verbesserung unserer Strafrechtspflege, 1877